# Assevillers New British Cemetery
Assevillers New British Cemetery is een Britse militaire begraafplaats met gesneuvelden uit de Eerste Wereldoorlog, gelegen in het Franse dorp Assevillers (Noorderdepartement). De begraafplaats werd ontworpen door Edwin Lutyens met medewerking van William Cowlishaw en ligt langs de weg naar Barleux op 550 m ten oosten van het dorpscentrum (Église Notre-Dame-de-l’Assomption). Ze heeft een trapeziumvormig grondplan met een oppervlakte van 2.655 m² en wordt omsloten door een lage natuurstenen muur. In de zuidwestelijke hoek staat buiten het terrein een crucifix. Aan de zuidelijke muur staat het toegangsgebouw, eveneens in natuursteen, met een rondboogvormige open doorgang en afgedekt met een zadeldak. Links van de doorgang is een rustruimte met zitbank (daar bevindt zich ook het registerkastje). Centraal tegen de zuidelijke muur staat het Cross of Sacrifice en aan de tegenover liggende zijde staat de Stone of Remembrance. De begraafplaats wordt onderhouden door de Commonwealth War Graves Commission.
Op de begraafplaats liggen 815 gesneuvelden waaronder 331 niet geïdentificeerde.

## Geschiedenis
In het najaar van 1916 werd het dorp door de Franse troepen ingenomen, op 26 maart 1918 door het Fifth Army geëvacueerd en op 28 augustus 1918 door de 5th Australian Division heroverd. 
De begraafplaats werd na de wapenstilstand aangelegd door concentratie van graven uit de omliggende slagvelden van de Somme en volgende ontruimde begraafplaatsen: 
- de Duitse begraafplaats in Barleux (10 doden), in Bouchavesnes-Bergen (10 doden), in Estrées-Deniécourt (2 doden), in Hyencourt-le-Grand (2 doden) en in Misery (16 doden).
- de Franse militaire begraafplaatsen in Foucaucourt (4 doden), in Belloy-en-Santerre (10 doden), in Vermandovillers (2 doden) en in Plantation Cemetery (5 doden) en Highway Cemetery (7 doden) in Cappy.
- de Britse begraafplaats Kiboko Wood Cemetery (30 doden) en de gemeentelijke begraafplaats van Vauvillers (4 doden).

Onder de geïdentificeerde doden zijn er 374 Britten, 100 Australiërs, 8 Zuid-Afrikanen en 2 Canadezen. Voor 26 Britten werden Special Memorials opgericht omdat hun graven niet meer gelokaliseerd konden worden en men neemt aan dat ze onder naamloze grafzerken liggen. Elf slachtoffers worden herdacht met een Duhallow Block omdat zij oorspronkelijk in andere begraafplaatsen lagen maar wier graven door artillerievuur werden vernietigd.

## Graven

### Onderscheiden militairen
- G.B.S. McBain, kapitein bij de Royal Air Force werd onderscheiden met het Distinguished Service Cross (DSC).
- de kapiteins Roy Launceton (Middlesex Regiment), George Fleetwood Thuillier (Devonshire Regiment) en William Alderman (Dorsetshire Regiment) werden onderscheiden met het Military Cross (MC).
- Ernest Raymond Bregenzer, sergeant bij de Australian Infantry, A.I.F. werd onderscheiden met de Distinguished Conduct Medal (DCM).
- nog 12 militairen werden onderscheiden met de Military Medal (MM).

### Minderjarige militair
- Francis Terence Julian Belcher, onderluitenant bij het Royal Warwickshire Regiment was 17 jaar toen hij op 4 februari 1917 sneuvelde.

### Alias
- soldaat Alfred Duck Ward diende onder het alias A. Courtney bij de Australian Infantry, A.I.F..